# Уравнение Кадомцева — Петвиашвили

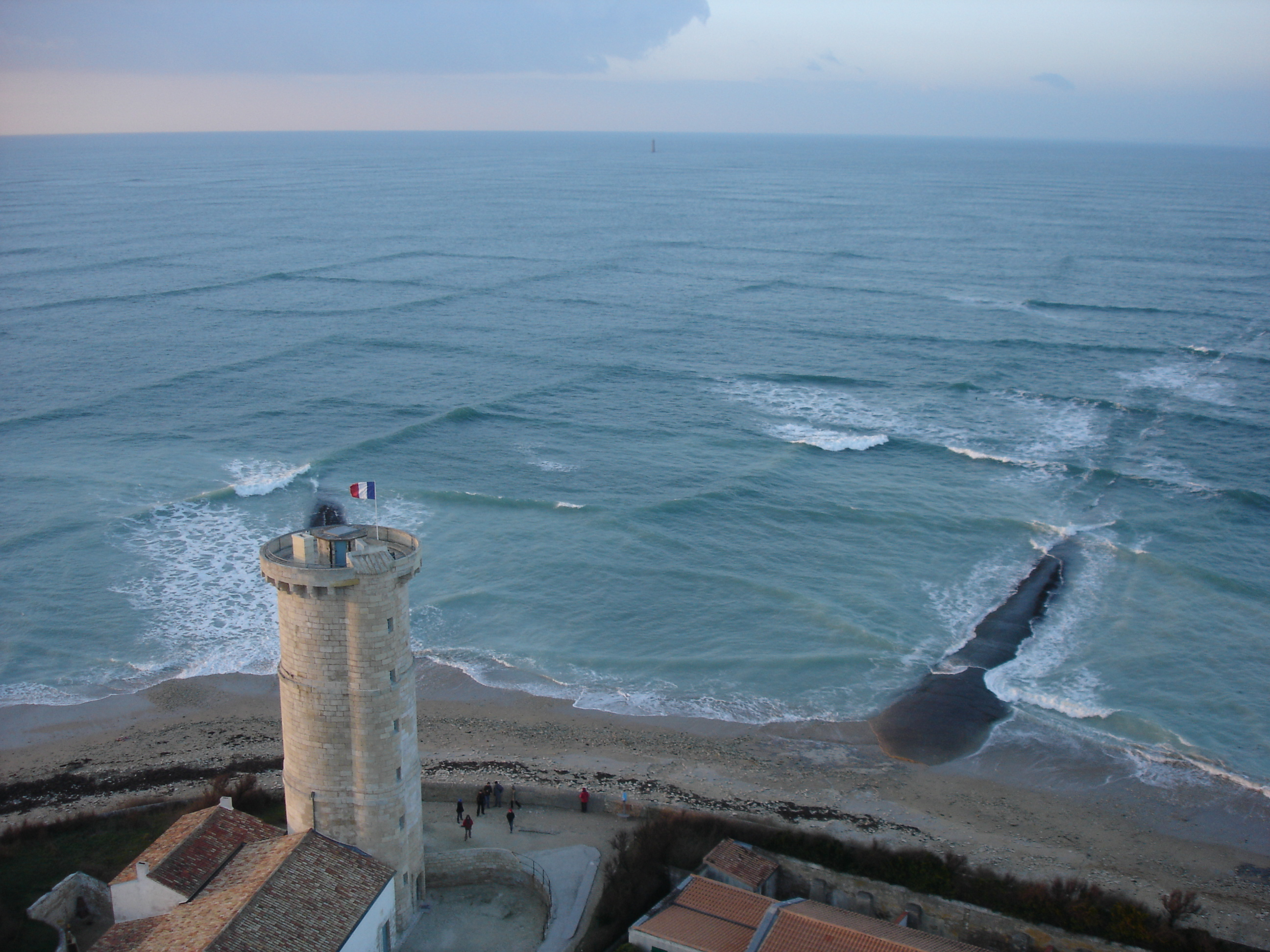
Пересекающиеся волны, состоящие из почти кноидальных волновых шлейфов. Фотография сделана с маяк Бален в западной точке острова Ре, Франция, в Атлантическом океане. Взаимодействие таких около-солитонов на мелководье может быть смоделировано с помощью уравнения Кадомцева-Петвиашвили.

В математике и физике, уравнение Кадомцева — Петвиашвили (часто сокращённо называемое уравнением КП) — это дифференциальное уравнение в частных производных для описания нелинейного волнового движения. Названное в честь Бориса Борисовича Кадомцева и Владимира Иосифовича Петвиашвили уравнение КП обычно записывается как:
{\displaystyle \displaystyle \partial _{x}(\partial _{t}u+u\partial _{x}u+\epsilon ^{2}\partial _{xxx}u)+\lambda \partial _{yy}u=0}
где {\displaystyle \lambda =\pm 1}. Приведённая выше форма показывает, что уравнение КП является обобщением на два пространственных измерения, x и y, одномерного уравнения Кортевега-де Фриза (КдФ). Чтобы иметь физический смысл, направление распространения волны должно быть не слишком далеко от направления x, то есть с медленными изменениями значений в направлении y.
Как и уравнение КдФ, уравнение КП полностью интегрируемо. Оно также может быть решено с помощью обратного преобразования рассеяния, как и нелинейное уравнение Шрёдингера.

## История

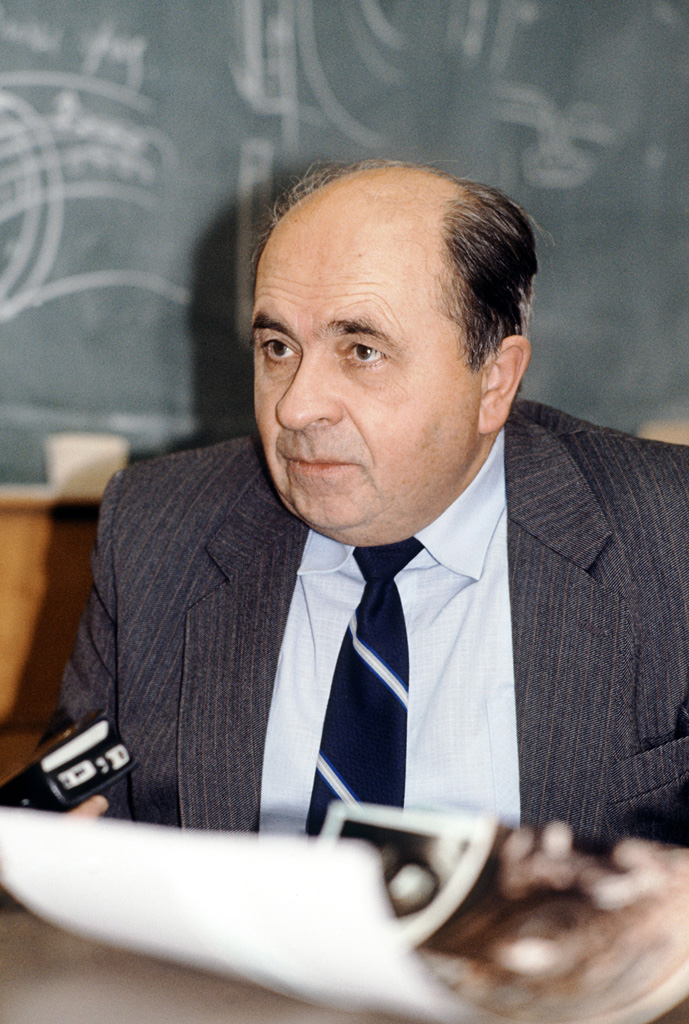
Борис Борисович Кадомцев

Уравнение КП было впервые написано в 1970 году советскими физиками Борисом Кадомцевым (1928—1998) и Владимиром Петвиашвили (1936—1993); оно появилось как естественное обобщение уравнения КдФ (выведенного Кортевегом и де Фризом в 1895 году). Если в уравнении КдФ волны строго одномерны, то в уравнении КП это ограничение ослаблено. Тем не менее, и в уравнении КдФ, и в уравнении КП волны должны двигаться в положительном направлении x.

## Связь с физикой
Уравнение КП может быть использовано для моделирования волн большой длины со слабо нелинейными восстанавливающими силами и частотной дисперсией. Если поверхностное натяжение слабо по сравнению с гравитационными силами, используется {\displaystyle \lambda =+1}; если же поверхностное натяжение сильное, то {\displaystyle \lambda =-1}. Из-за асимметрии в том, как x- и y-переменные входят в уравнение, волны, описываемые уравнением КП, ведут себя по-разному в направлении распространения (x) и поперечном (y) направлении; колебания в y-направлении имеют тенденцию быть более гладкими (иметь малые отклонения).
Уравнение КП может также использоваться для моделирования волн в ферромагнитных средах, а также двумерных волновых импульсов в конденсатах Бозе-Эйнштейна.

## Ограниченность
Для {\displaystyle \epsilon \ll 1}, типичные осцилляции, зависящие от x, имеют длину волны {\displaystyle O(1/\epsilon )}, что даёт сингулярный предельный режим в виде {\displaystyle \epsilon \rightarrow 0}. Предел {\displaystyle \epsilon \rightarrow 0} называется бездисперсионным пределом.
Если мы также предположим, что решения не зависят от y при {\displaystyle \epsilon \rightarrow 0}, то они будут удовлетворять невязкому уравнению Бюргерса:
{\displaystyle \displaystyle \partial _{t}u+u\partial _{x}u=0.}
Предположим, что амплитуда колебаний решения асимптотически мала — {\displaystyle O(\epsilon )} — в бездисперсионном пределе. Тогда амплитуда удовлетворяет уравнению среднего поля типа Дейви-Стюартсона.